# Кобзар Богдан Михайлович
Богдан Михайлович Кобзар (нар. 22 квітня 2002, Рожище) — український футболіст, з клубу «Олександрія» виступає на позиції нападника.

## Клубна кар'єра
Богдан Кобзар народився в Рожищі, та розпочав займатися футболом у рідному місті. У 2015 році перейшов до футбольної школи луцького клубу «Волинь», та розпочав виступати в юнацькій команді клубу. В основній команді клубу дебютував 30 червня 2020 року в матчі української першої ліги з клубом «Оболонь», вийшовши на заміну на 85-й хвилині матчу замість Ростислава Волошиновича. Перший м'яч у складі професійної команди забив 29 липня 2020 року в матчі із запорізьким «Металургом». Всього зіграв у складі «Волині» 40 матчів, в яких відзначився 9 забитими м'ячами.
У 2022 році Богдан Кобзар перейшов до клубу Прем'єр-ліги України «Олександрія». Проте після проведеного сезону, в якому футболіст відзначився 1 м'ячем у 20 проведених матчах, Кобзаря віддали в оренду до клубу першої ліги «Діназ».. Пізніше, в тому ж самому сезоні перейшов в оренду в першолігове Поділля, де за 9 матчів відзначився 4 голами і став найкращим бомбардиром команди.